# Jean-Louis Viollier
Ne pas confondre avec le peintre Jean-Louis Voille (1744-1829).
Pour les articles homonymes, voir Viollier.
Jean-Louis Viollier, né le 25 octobre 1778 à Genève et mort le 21 juillet 1840 à Plombières, est un négociant et banquier.

## Biographie
Jean-Louis Viollier, né le 25 octobre 1778 à Genève, est le fils de Jean-Pierre Viollier.
Le 19 septembre 1803, il épouse Françoise Alexandrine Victoire Vernet, fille d'un négociant, Jean-Rodolphe-Sigimond Vernet et de Julie Chardon. Jean-Louis Viollier et sa femme ont trois enfants : Auguste-Jules, Catherine et Juliette.
Jean-Louis Viollier est négociant à Livourne puis banquier à Genève.
Il est Juge au Tribunal du Commerce en 1810.
Il est membre du Conseil représentatif de Genève de 1814 à 1825, de 1827 à 1835 et entre 1837 et 1838. En 1815 et 1822, il est délégué à la Diète fédérale.
En 1817 il négocie auprès du pape le transfert des communes catholiques de Genève du diocèse de Chambéry et Genève à celui de Lausanne. Après avoir fondé la maison Viollier & Cie à Livourne, il crée la première compagnie d'assurances maritimes d'Italie. Conservateur, il refuse en 1838 son élection à la Diète pour ne pas siéger avec Jean-Jacques Rigaud, dont il rejette la politique de « progrès graduel ».
Jean-Louis Viollier meurt le 21 juillet 1840 à Plombières.